# مادونوس، بوئنوس آیرس
مادونوس (به اسپانیایی: Médanos) یک شهرک در آرژانتین است که در Villarino واقع شده‌است. مادونوس ۵٬۴۴۷ نفر جمعیت دارد و ۳۳ متر بالاتر از سطح دریا واقع شده‌است.